# Чичикова, Ирмена
Ирмена Чичикова (болг. Ирмена Чичикова; род. 22 мая 1984, Пловдив) — болгарская актриса театра и кино.

## Детство и образование
Ирмена Чичикова родилась в Пловдиве, Болгария, там же и выросла. Начальное образование получила в школе французского языка «Antoine de Saint Exupéry», которую окончила в 2003 году, после чего переехала в Софию, где продолжила обучение в Национальной академии театрального и кинематографического искусства им. Крыстё Сарафова под руководством профессоров Маргариты Младеновой и Ивана Добчева.
Параллельно изучала греческий язык. Её дипломные выступления включали «Три сестры» Антона Чехова, режиссёр Маргарита Младенова, и «Дакота / Слова в цепях» Жорди Гальсерана, режиссёр Стилиан Петров. После выпуска в 2008 году она стала профессиональной дипломированной актрисой.

## Карьера
Чичикова дебютировала на профессиональной сцене в пьесе «Искусство подметать вещи под ковром» (2008 год) поставленной по мотивам фильма Ингмара Бергмана «Сцены из супружеской жизни» в роли Марианны, за которую она получила номинацию на IKAR (2009 год) и награду за Лучшую женскую роль на театральной премии ASKEER (2009 год). После этого она сыграла роль в пьесе Нирвана (2009 год), несколько лет гастролировала в Канаде и Франции с пьесой «Строительство освобожденного воображения» (2010 год) по мотивам произведений Эжена Ионеско. Следующую значительную роль сыграла в пьесе «Утиная охота» (2012 год) Александра Вампилова в Болгарском национальном театре Ивана Вазова.
В 2012 году она появилась в фильме « Я — ты», её появление в кадре было благосклонно принято критиками, и она получила главную женскую награду на Национальном кинофестивале «Золотая роза» (2012 год). В 2014 году она появилась в картине «Виктория» в роли Боряны, матери необычной девочки по имени Виктория, которая родилась без пуповины. Премьера ленты состоялась на Всемирном конкурсе кинофестиваля «Сандэнс».
Начиная с 2015 года постоянно снимается в кино.

## Награды и номинации
- Награда кинофестиваля «Золотая роза» (2012) за главную роль в фильме « Я — ты» (2012), режиссёра Петра Попзлатева.
- Театральные награды ASKEER (2009) за главную женскую роль Марианны в фильме «Искусство подметать вещи под ковром» (2009), режиссёр Десислава Шпатова.
- Третья премия на Национальном фестивале малых театральных форм в Враце , Болгария, за ведущую женскую роль в фильме «Искусство подметать под ковром» (2009), режиссер Десислава Шпатова.
- Награда IKAR Theatre (2009) в номинации «Лучшая актриса второго плана» за роль Марианны в фильме «Искусство подметать вещи под ковром» (2009), режиссёр Десислава Шпатова.

## Фильмография
- Письма из Антарктиды (2019) — Диана
- Till The End Of Our Days (2019) ... Zara; короткометражка
- Лифчик (2018) The Bra ... Widow
- Недотрога (2018) Touch Me Not ... Mona
- Вездесущий (2017) Vezdesushtiyat ... Krisi
- Annie’s Birthday (2016) ... Tanya; короткометражка
- Intrusion (2016) ... Jeanne; короткометражка
- Виктория (2014) Viktoria ... Boryana
- Az Sam Ti (2012) ... Yura
- Staklenata reka (2010) ... Milena
- Восточные пьесы (2009) Iztochni piesi ... Roommate
- Nutmeg (2006)